# Стенбок Шарпа
Стенбо́к Шарпа, или стенбок Шарпе  (лат. Raphicerus sharpei) — карликовая антилопа из семейства полорогих (Bovidae). Видовой эпитет дан в честь британского исследователя Африки сэра Альфреда Шарпа (1853—1935).

## Описание
Стенбок Шарпа высотой до 50 см и весом до 7,5 кг. 

## Распространение
Область распространения вида охватывает юго-восточную Африку, с территорией национальных парков Крюгер,  Хванге, Мана-Пулс, Кафуе и Южная Луангва.

## Образ жизни
Ведёт преимущественно ночной образ жизни. Предпочитает низкий кустарник, часто обитает на заросших, каменистых холмах, которые примыкают к открытым лужайкам, а также в сухих галерейных лесах с наличием достаточного количества кустарника. Питается листвой, но не пренебрегает и травой.